# Goulburn Islands
Goulburn Islands är öar i Australien. De ligger i territoriet Northern Territory, omkring 300 kilometer öster om territoriets huvudstad Darwin.
Savannklimat råder i trakten. Genomsnittlig årsnederbörd är 1 364 millimeter. Den regnigaste månaden är mars, med i genomsnitt 404 mm nederbörd, och den torraste är augusti, med 1 mm nederbörd.